# Sara Erraniová
Sara Erraniová (nepřechýleně Errani, * 29. dubna 1987 Bologna) je italská profesionální tenistka a bývalá světová jednička ve čtyřhře. Mezi lety 2012–2015 strávila ve třech obdobích na vrcholu 87 týdnů znamenající jedenácté místo. Ve své dosavadní kariéře na okruhu WTA vyhrála devět singlových a třicet pět deblových turnajů. Dvě trofeje z dvouhry i ze čtyřhry přidala v sérii WTA 125. V rámci okruhu ITF získala pět titulů ve dvouhře a sedm ve čtyřhře.
V roce 2012 se s krajankou Robertou Vinciovou probojovaly do finále ženské čtyřhry na Australian Open, v němž podlehly Kuzněcovové a Zvonarevové. Nejlepší grandslam kariéry odehrála na French Open 2012, kde dosáhla finálové účasti v ženské dvouhře a spolu s Vinciovou vyhrála ženskou čtyřhru. V následné klasifikaci dvouhry se poprvé posunula do první světové desítky. Na US Open 2012 pak došla do semifinále dvouhry a s Vinciovou získala deblový titul, díky němuž se následně stala světovou jedničkou ve čtyřhře. Na Turnaji mistryň 2012 a 2013 skončila vždy v základní skupině dvouhry a v semifinále čtyřhry. V ženské čtyřhře Australian Open 2013 a 2014 přidala další dvě výhry. Kariérní grandslam v ženském deblu s Vinciovou zkompletovaly triumfem ve Wimbledonu 2014. Zlatem ze čtyřhry pařížské olympiády 2024, po boku Paoliniové, pak jako sedmá deblistka historie završila kariérní Zlatý Slam, představující vítězství na všech čtyřech grandslamech a olympiádě. Po boku Itala Andrea Vavassoriho dvakrát triumfovala v grandslamové smíšené čtyřhře, poprvé na US Open 2024, podruhé na French Open 2025.
Na žebříčku WTA byla nejvýše ve dvouhře klasifikována v květnu 2013 na 5. místě a ve čtyřhře pak v září 2012 na 1. místě. Trénuje ji Španěl Pablo Lozano Beamud. Do sezóny 2020 tuto roli plnil Michele Montalbini a v letech 2004–2016 Pablo Lozano s Davidem Andresem
V italském týmu Billie Jean King Cupu debutovala v roce 2008 čtvrtfinálovým utkáním Světové skupiny proti Španělsku, kdy zaznamenala výhru ve dvouhře i čtyřhře. V letech 2009, 2010, 2013 a 2024 byla členkou italského vítězného družstva. Jedenáctiletým odstupem mezi posledními dvěma tituly vytvořila v Billie Jean King Cupu rekordně dlouhou prodlevu vítězky. Do roku 2025 v soutěži nastoupila k dvaceti šesti mezistátním utkáním s bilancí 16–16 ve dvouhře a 12–5 ve čtyřhře. 
Itálii reprezentovala na Letních olympijských her 2008 v Pekingu, kde v ženské dvouhře vypadla v úvodním kole s Australankou Samanthou Stosurovou a také na Londýnských hrách 2012, kde v singlu opět nepřešla první kolo a ve čtyřhře skončila ve čtvrtfinále. Třetí kolo dvouhry si zahrála na XXXI. letní olympiádě v Riu de Janeiru, kde s Vinciovou v ženském deblu zopakovaly čtvrtfinálový výsledek z Londýna. Na Letní olympiádě 2024 v Paříži vyhrála s Jasmine Paoliniovou zlatou medaili v ženské čtyřhře, když ve finále zdolaly Mirru Andrejevovou s Dianou Šnajderovou.
V sezóně 2012 získala cenu WTA pro hráčku s největším zlepšením. S Vinciovou vytvořily pár roku WTA v letech 2012, 2013 a 2014, kdy byly také vyhlášeny deblovými mistryněmi světa ITF. S Paoliniovou pak získaly ocenění WTA pro pár roku v sezóně 2024.

## Tenisová kariéra

### Raná fáze

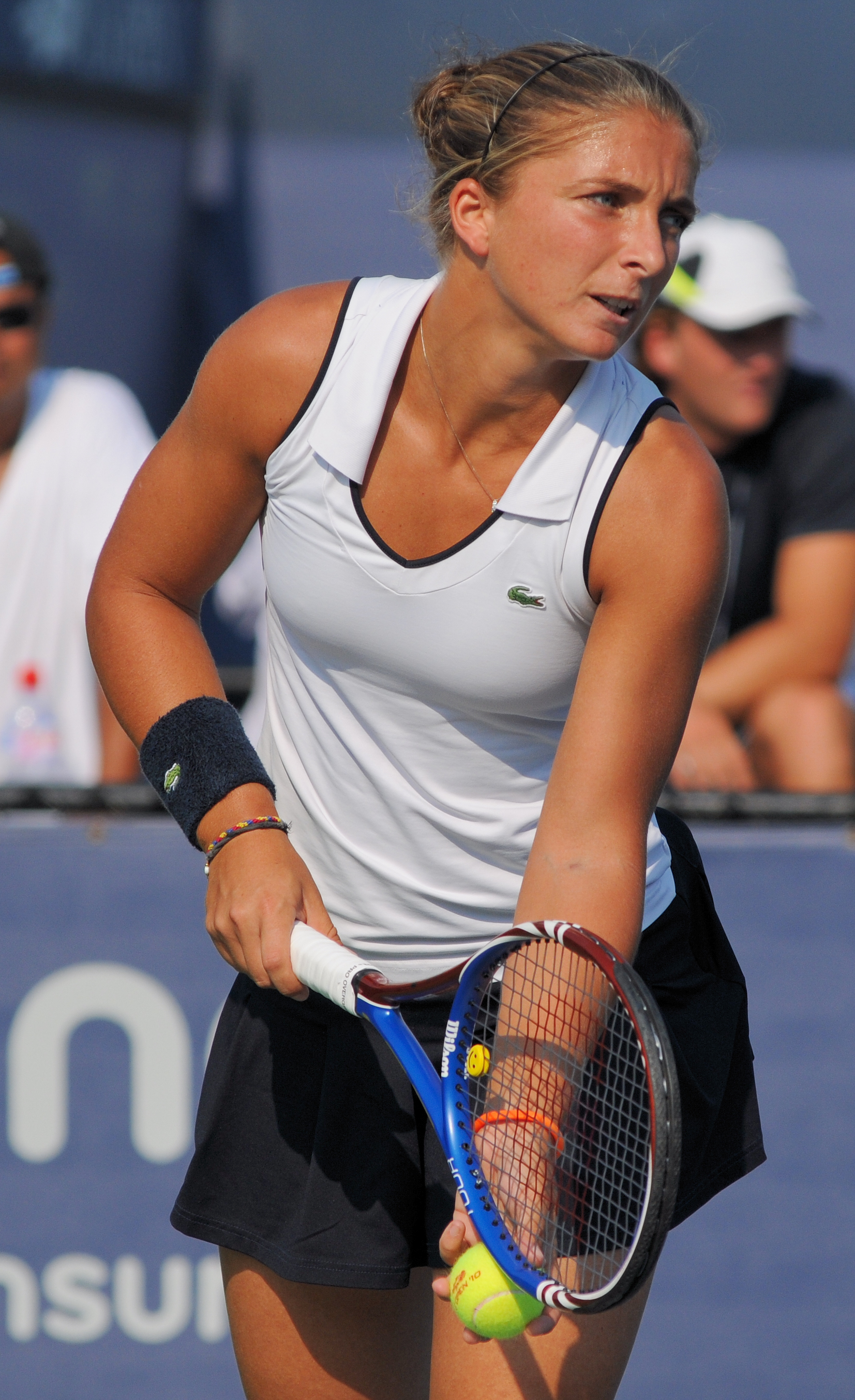
Sara Erraniová na US Open 2010

Od dvanácti let trénovala na přání otce ve floridské Tenisové akademii Nicka Bollettieriho v Bradentonu. V šestnácti letech se přestěhovala do španělské Valencie, kde hrála pod vedením trenérského dua Pablo Lozano a David Andres.
Debutovým startem na profesionálním okruhu ITF se stala událost v roce 2002 na sicilské Cagliari s dotací 10 000 dolarů, kde v úvodním kole nestačila na Číňanku Sun Tchien-tchien po jednoznačném průběhu ve prospěch Asiatky. Dále pokračovala v turnajích okruhu ITF, kde se mimo jiné danou sezónu probojovala do semifinále desetitisícové události v Zatonu. Premiérový titul získala v sezóně 2005 v severoafrickém městě Melilla, když ve finále přehrála Luciu Jiminezovou ve dvou setech.

### 2008–2011
První titul z okruhu WTA Tour si připsala v roce 2008 z antukového Internazionali Femminili di Tennis di Palermo, když v boji o titul zdolala Rusku Marii Korytcevovou. 27. července 2008 přidala druhou turnajovou trofej z portorožského Banka Koper Slovenia Open, po finálové výhře nad Španělkou Anabel Medinaovou Garriguesovouá.
V sezóně 2009 se probojovala do dvou singlových finále WTA Tour, kde předchozí sezónu získala tituly. Jednalo se o palermský turnaj, na němž nestačila na krajanku Flavii Pennettaovou a slovinskou Portorož, kde zůstala na raketě Rusky Dinary Safinové. V letech 2009 a 2010 byla členkou vítězného fedcupového týmu Itálie. V únoru 2011 pak zaznamenala další finálovou účast v thajské Pattaye, kde ji porazila Slovenka Daniela Hantuchová, na níž uhrála pouhé dva gamy.

### 2012

#### Postup do první desítky ve dvouhře
Nejlepší sezónu dosavadní kariéry rozehrála na melbournském grandslamu Australian Open, kde se poprvé v kariéře probojovala do čtvrtfinále dvouhry, v němž ji porazila světová dvojka Petra Kvitová. Na cestě mezi osm nejlepších hráček zdolala Naděždu Petrovovou, Soranu Cîrsteaovou a Číňanku Čeng Ťie. Po turnaji se posunula na své maximum – 33. místo na žebříčku WTA.

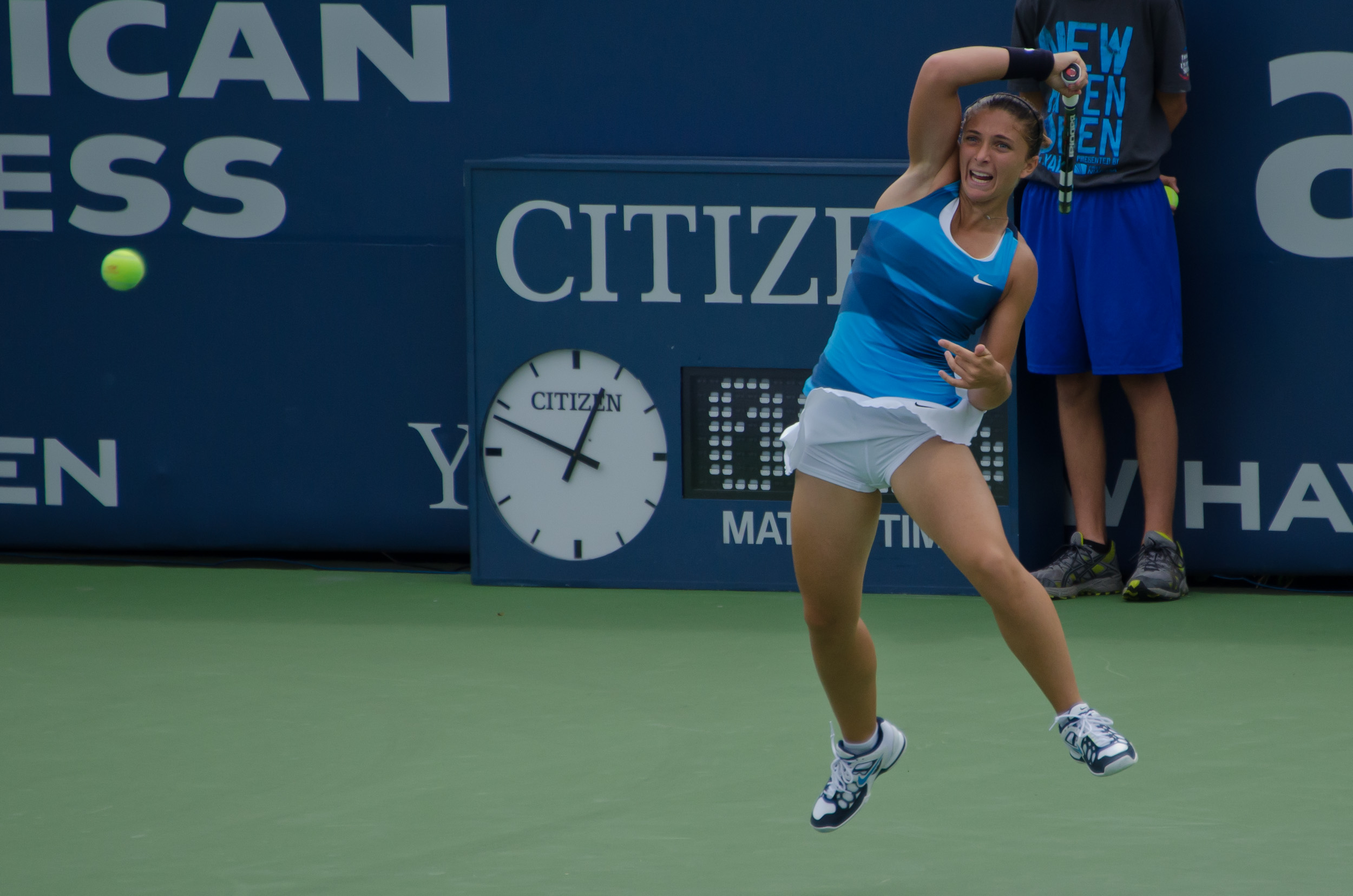
Během New Haven Open at Yale 2012

Následně se přesunula na americký kontinent, kde na Monterrey Open jako druhá nasazená vypadla v semifinále s pozdější vítězkou Maďarkou Tímeou Babosovou po třísetovém průběhu. Připsala si však třetí singlový titul kariéry z antukové události Abierto Mexicano Telcel v Acapulcu, když v posledních dvou utkáních přehrála krajanky, nejdříve Robertu Vinciovou a poté druhou nasazenou Flaviu Pennettaovou.
Na amerických událostech Premier Mandatory vypadla v úvodních kolech. V Indian Wells nejdříve vypadla v úvodní fázi s Američankou Vaniou Kingovou a na Miami Masters poté ve druhém kole se Sloane Stephensovou. Do katalánského Barcelona Ladies Open vstupovala z pozice sedmé nasazené hráčky. Neztratila na něm ani jeden set, když ve čtvrtfinále přešla přes německou turnajovou dvojku Julii Görgesovou, v semifinále zdolala Suárezovou Navarrovou a ve finále si hladce poradila s Dominikou Cibulkovou. Získala tak druhý titul sezóny a v hodnocení postoupila na 28. příčku.

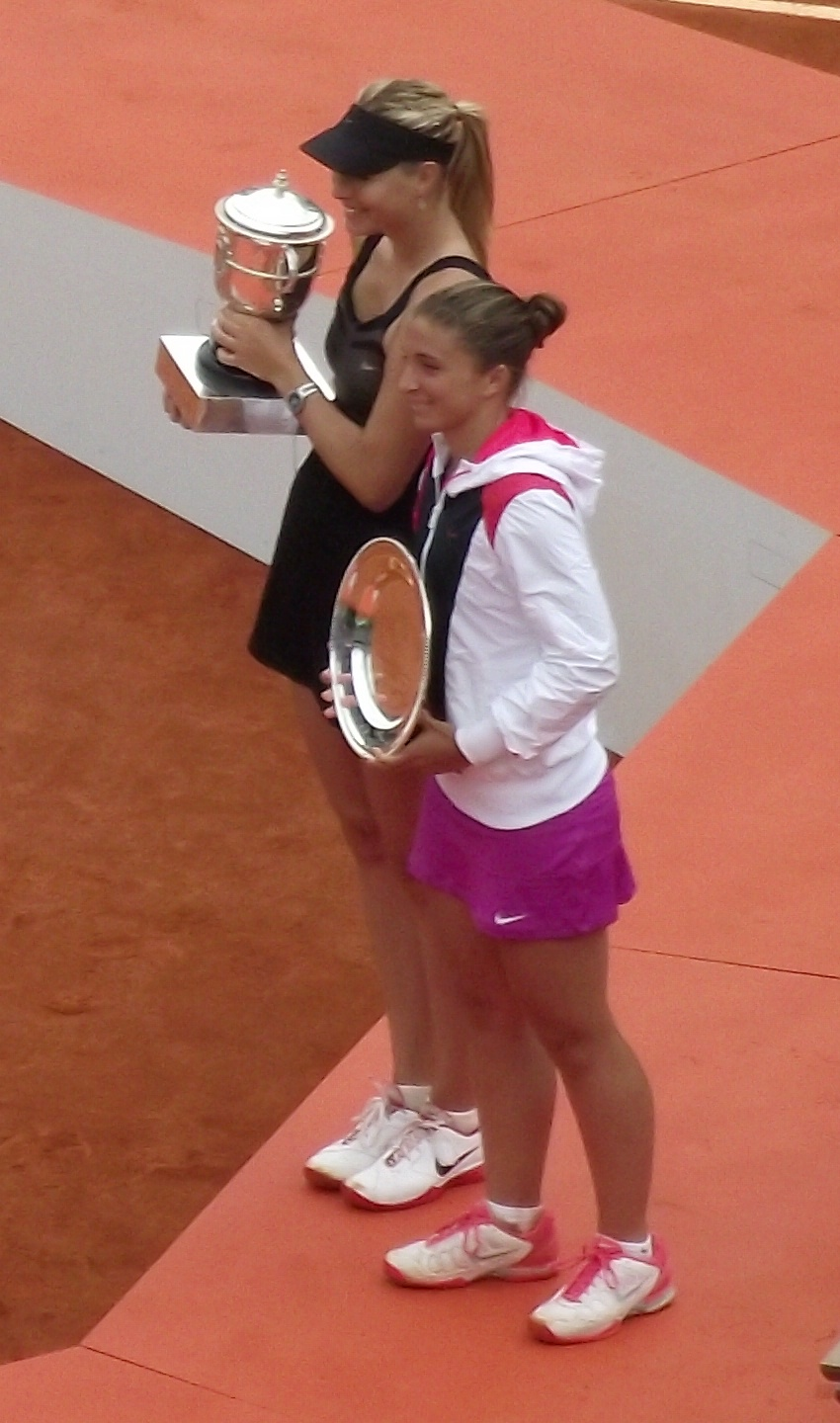
Jediné grandslamové finále ve dvouhře prohrála s Marií Šarapovovou na French Open 2012

Následovaly dvě dvouhry v semifinále Fed Cupu na půdě České republiky, kdy v sobotu podlehla Petře Kvitovéa v neděli vyhrála nad Andreou Hlaváčkovou, což byl jediný vítězný bod Itálie s konečným skóre 1–4 na zápasy.
Dne 7. května pak vyhrála třetí událost v roce Budapest Grand Prix a vyrovnala italský ženský rekord krajanky Roberty Vinciové v nejvyšším počtu singlových titulů za jednu sezónu.
Na French Open se probojovala do finále ženské dvouhry, v němž nastoupila proti Marii Šarapovové. Utkání prohrála 2:0 na sety. V následné pondělní klasifikaci žebříčku WTA po French Open si zajistila posun o čtrnáct příček na 10. místo ve dvouhře a o pět pozic na 3. místo ve čtyřhře.
Ve třetím kole Wimbledonu ji Kazaška Jaroslava Švedovová jako první hráčka otevřené éry uštědřila tzv. zlatý set, když neuhrála v úvodní sadě ani jeden míč. Druhý set prohrála 4–6 a byla vyřazena. Na posledním newyorském grandslamu US Open došla do semifinále dvouhry, v němž nestačila na favorizovanou Serenu Williamsovou. Díky tomuto výsledku se v následné pondělní klasifikaci z 10. září posunula na 7. místo ve dvouhře

#### Čtyřhra s Robertou Vinciovou
Sara Erraniová nastupovala celou sezónu se stabilní partnerkou Robertoua Vinciovou, s níž zaznamenala strmý vzestup, když vyhrály osm turnajů, včetně dvou grandslamů. Vyrovnané výkony v průběhu celého roku se odrazily v žebříčkovém postavení. Obě hráčky se v závěrečné fázi okruhu postupně staly světovými jedničkami ve čtyřhře, když Vinciová na této pozici vystřídala Erraniovou.

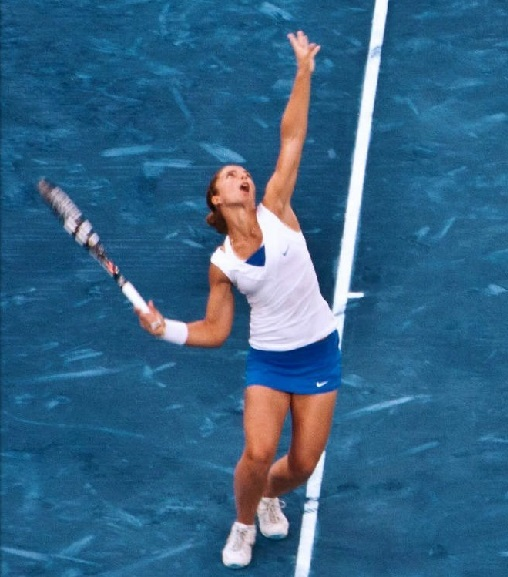
Podání na madridském turnaji roku 2012, prvním, který se hrál na modré antuce.

Premiérový titul sezóny si připsaly v únoru na mexickém Monterrey Open po finálové výhře nad zkušeným japonsko-čínským párem Kimiko Dateová a Čang Šuaj. Na druhou výhru dosáhly následující týden na acapulském Abierto Mexicano Telcel, když si v boji o titul poradily se španělskou dvojicí Lourdes Domínguezová Linová a Arantxa Parraová Santonjaová po hladkém průběhu. V dubnu pak triumfovaly na evropské antuce během Barcelona Ladies Open, kde si bez problémů poradily s krajankami Flavií Pennettaovou a Francescou Schiavoneovou jednoznačným výsledkem.
Poté zaznamenaly sérii čtyř turnajových výher v řadě a pokaždé se v boji o titul utkaly s ruskými soupeřkami. Šňůra začala v polovině května na modré antuce Mutua Madrid Open, kde zdolaly dvojici Jekatěrina Makarovová a Jelena Vesninová. O týden později se všechny hráčky potkaly ve finále římského Internazionali BNL d'Italia, opět s vítězným koncem pro Italky.

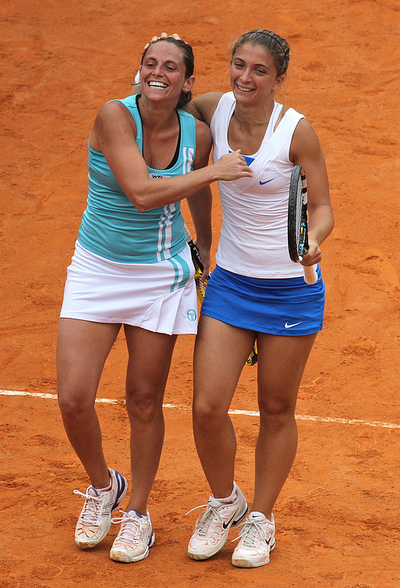
S Vinciovou (vlevo) na Rome Masters 2012, který vyhrály.

Premiérovým grandslamovým vítězstvím se stalo pařížské Roland Garros, kde rozhodující bitvu sehrály proti páru Maria Kirilenková a Naděžda Petrovová. Na vítězné vlně se udržely i v dalším turnaji UNICEF Open, kde na jejich raketách zůstaly ve finále znovu Kirilenková s Petrovovou po těsné bitvě. Druhou grandslamovou trofej si přivezly z newyorského US Open, na němž ve finále nedaly šanci Češkám Andree Hlaváčkové a Lucii Hradecké.
V následné klasifikaci deblového žebříčku se stala po Pennettaové druhou Italkou v historii, která dosáhla na čelo světové klasifikace.
Dvakrát v sezóně odešly jako poražené finalistky, a pokaždé se jejich přemožitelkami staly ruské tenistky. Nejdříve nestačily na lednovém Australian Open na pár Světlana Kuzněcovová a Věra Zvonarevová ve třech sadách. Na březnovém Miami Masters je zdolaly také Kirilenková s Petrovovou, když po prvních dvou setech o osudu utkání rozhodl až závěrečný supertiebreak.

### 2013

#### Dvouhra: Světová pětka a semifinále na French Open
Během roku obhájila acapulský singlový titul a z dalších třech finále dvouhry odešla jako poražená finalistka. Na Grand Slamu si poprvé zahrála semifinále French Open. Na žebříčku patřila do elitní světové desítky a nejvýše figurovala na 5. příčce.

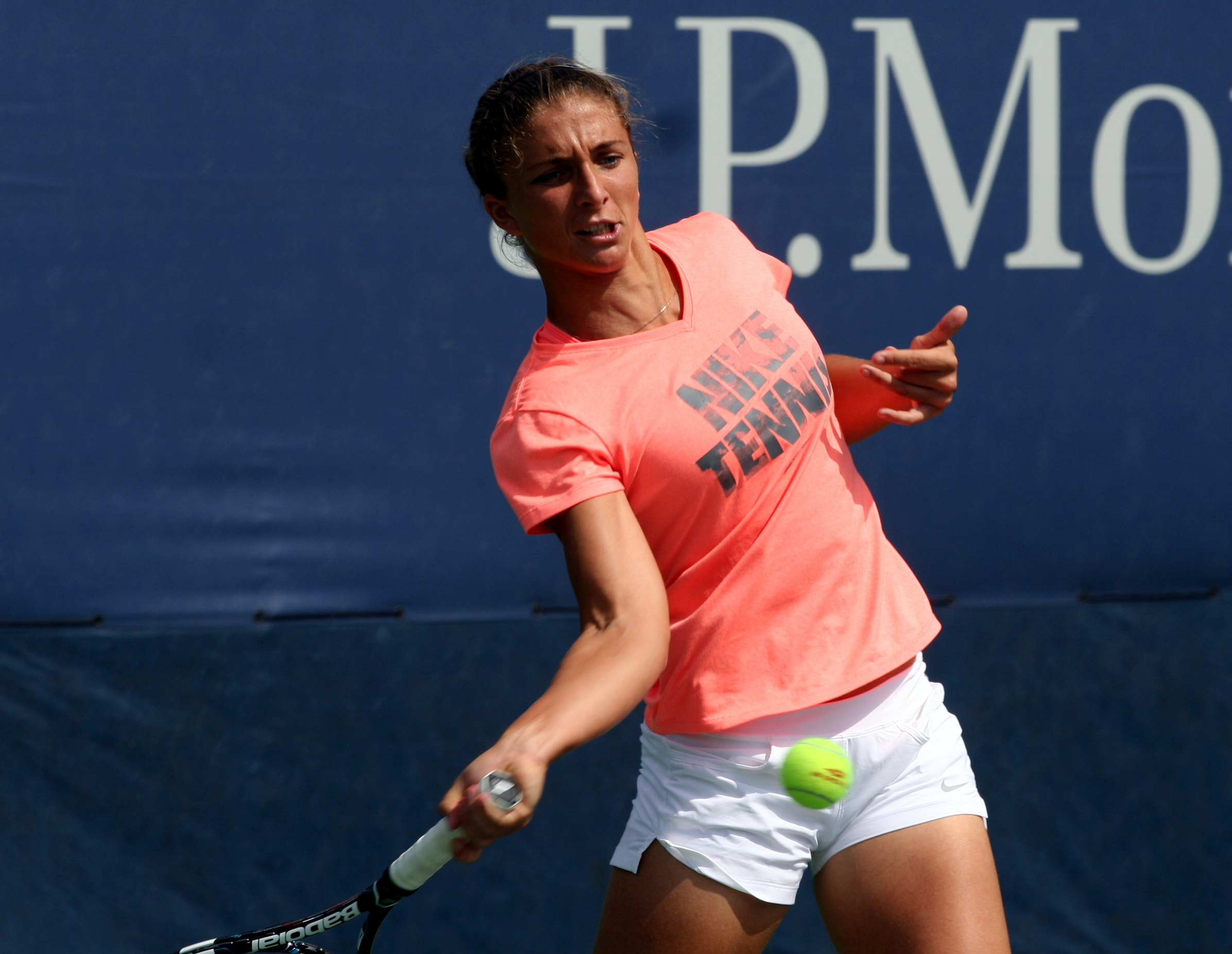
Trénink na US Open 2013

Sezóna byla méně úspěšná, než předcházející, přestože dosáhla svého maximálního postavení ve světové klasifikaci WTA, když vystoupala až na 5. místo. Na úvodní grandslam Australian Open přijížděla jako sedmá nasazená. V prvním kole ji však zastavila Španělka Carla Suárezová Navarrová. V únoru si zahrála první finále roku na pařížském Open GDF Suez, v němž podlehla Němce Moně Barthelové. Poté se do přímého boje o titul probojovala na Dubai Tennis Championships, kde opět neuspěla v utkání proti Petře Kvitové. Další týden se přesunula na americký kontinent, kde úspěšně obhájila turnajové vítězství na Abierto Mexicano Telcel. Ve finálovém střetnutí oplatila čerstvou porážku Carle Suárezové Navarrové po dvou setech. Na antukovém grandslamu French Open dosáhla poprvé semifinálové účasti, v němž utrpěla debakl od pozdější vítězky Sereny Williamsové.
Podruhé v prvním kole grandslamu probíhající sezóny prohrála na wimbledonské trávě s Portoričankou Mónicou Puigovou. V roli obhájkyně titulu se na antukovém Internazionali Femminili di Palermo probojovala opět do finále, v němž byla nad její síly krajanka a deblová spoluhráčka Roberta Vinciová. Podlehla jí ve třech setech. Na newyorském US Open pak skončila ve druhém kole na raketě další krajanky Flavii Pennettaové po dvousetovém průběhu.
Jako jediná tenistka se druhý rok v řadě kvalifikovala do dvouhry i čtyřhry na Turnaji mistryň 2013. V singlové soutěži skončila opět v základní skupině, když dokázala zvítězit jen nad Jelenou Jankovićovou. Zápasy s Azarenkovou a Li však ztratila, což znamenalo první nepostupové 3. místo základní fáze. Na počátku listopadu byla členkou italského týmu, který na cagliarské antuce ve finále Fed Cupu porazil oslabené Rusky. Získala tak třetí titul z této týmové soutěže.

#### Čtyřhra: Pokračující dominance a světová jednička

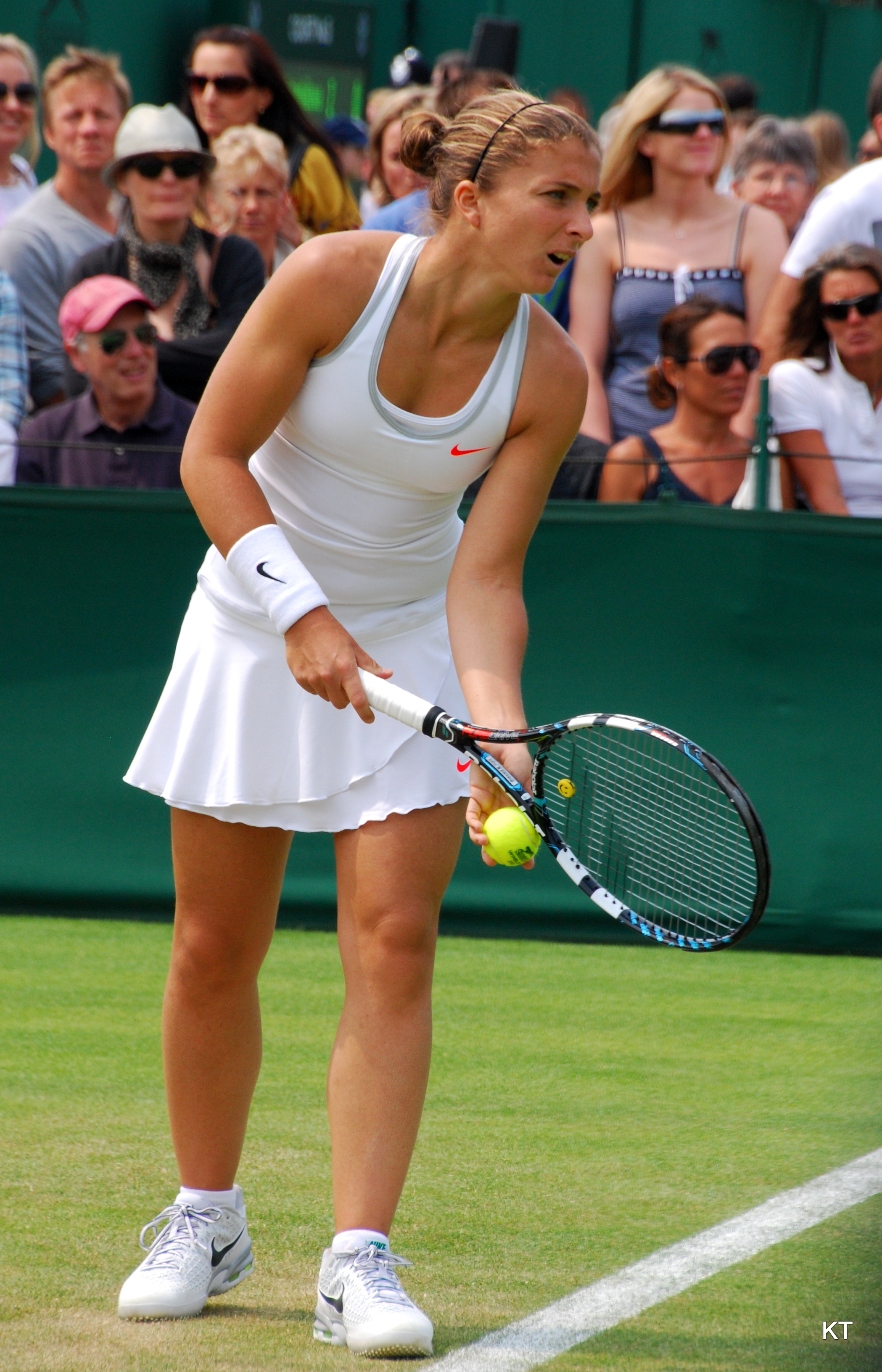
Ve Wimbledonu 2013

V celé deblové sezóně pokračovala ve spolupráci s krajankou Robertou Vinciovou. Dne 29. dubna 2013 se vrátila na čelo žebříčku ve čtyřhře a obě členky páru pak vedení ve světové klasifikaci udržely až do závěrečného Turnaje mistryň.
Italky si první finále zahrály na lednovém Apia International Sydney, kde podlehly páru Petrovová a Srebotniková. Poté pokračovaly ve 20zápasové neporazitelnosti během níž získaly třetí grandslamový titul na Australian Open, když ve finále zdolaly mladou australskou dvojici Bartyová a Dellacquová. Vítězná šňůra pokračovala únorovými trofejemi z pařížského Open GDF Suez, kde v boji o titul přehrály česko-americký pár Hlaváčková a Huberová, a poté výhrou na Qatar Total Open po výhře nad Petrovovou se Srebotnikovou.
Probojovaly se také do dvou finále navazujících antukových událostí, z nichž odešly poraženy. Na římském Internazionali BNL d'Italia nestačily na tchajwansko-čínskou dvojici Sie a Pcheng, a poté nezvládly poslední utkání čtyřhry na majoru French Open, kde je zastavily ruské hráčky Makarovová s Vesninovou. Druhý rok za sebou plnily roli světových jedniček na Turnaji mistryň 2013 a podruhé nepřešly semifinálovou fázi, když je vyřadil ruský pár Jelena Vesninová a Jekatěrina Makarovová.

## Dopingová aféra 2017: Osmiměsíční trest po odvolání
V únoru 2017 byla Erraniová pozitivně testována při mimosoutěžní dopingové kontrole na zakázaný nesteroidní inhibitor aromatázy snižující hladinu estrogenů – letrozol, představující účinnou látku v léčivém přípravku femara, který ve formě tablet matka Erraniové užívala při terapii karcinomu prsu. Pro zařazení letrozolu do skupiny hormonových a metabolických modulátorů (S4) byl registrovaným sportovcům zakázán.
Tenistka přítomnost v organizmu, a detekci v moči, vysvětlila na Twitteru sdělením: „Nevíme přesně, jak se to stalo, ale já jsem nikdy doping nebrala. Vyloučili jsme všechny ostatní možnosti a zbyla ta, že mi matčina tableta spadla do polévky a rozpustila se v ní.“ Mezinárodní tenisová federace jí udělila nízký dvouměsíční zákaz startu, s uplynutím 3. října 2017, když ve zdůvodnění uvedla: „Vzali jsme v potaz, že hráčka se v minulosti proti antidopingovým pravidlům nijak neprovinila. Naopak nás přesvědčila o tom, že dodržuje řadu preventivních opatření. Proto jsme došli k závěru, že její provinění je na nejnižší hranici možných trestů.“
S pouze dvouměsíčním distancem nesouhlasila italská antidopingová agentura, která se odvolala k Mezinárodní sportovní arbitráži (CAS) s požadavkem na dvouletý zákaz. V červnu 2018, po dohrání Roland Garros, vynesla CAS verdikt se zvýšením trestu na osm měsíců a jeho vypršením 8. února 2019. Rovněž došlo k odebrání bodů ze všech turnajů, do nichž 72. hráčka světa nastoupila po 3. říjnu 2017. Zklamaná Erraniová nový zákaz komentovala slovy: „Pochybuju, že něco podobného se někdy stalo a řešilo … takto hanebným způsobem. Už jsem si odpykala sedm měsíců, byla donucena začít znovu z 280. místa žebříčku a drápala se zpátky. A teď mi dali další sankci. Všechno je to holý nesmysl. Nevím, jestli najdu znovu sílu i touhu hrát po tom všem zase tenis.“

## Finále na Grand Slamu

### Ženská dvouhra: 1 (0–1)
| Stav       | rok  | turnaj      | povrch | soupeřka ve finále | výsledek |
| ---------- | ---- | ----------- | ------ | ------------------ | -------- |
| Finalistka | 2012 | French Open | antuka | Maria Šarapovová   | 3–6, 2–6 |

### Ženská čtyřhra: 10 (6–4)
| Stav       | rok  | turnaj              | povrch | spoluhráčka        | soupeřky ve finále                     | výsledek      |
| ---------- | ---- | ------------------- | ------ | ------------------ | -------------------------------------- | ------------- |
| Finalistka | 2012 | Australian Open     | tvrdý  | Roberta Vinciová   | Světlana Kuzněcovová Věra Zvonarevová  | 7–5, 4–6, 3–6 |
| Vítězka    | 2012 | French Open         | antuka | Roberta Vinciová   | Maria Kirilenková Naděžda Petrovová    | 4–6, 6–4, 6–2 |
| Vítězka    | 2012 | US Open             | tvrdý  | Roberta Vinciová   | Andrea Hlaváčková Lucie Hradecká       | 6–4, 6–2      |
| Vítězka    | 2013 | Australian Open     | tvrdý  | Roberta Vinciová   | Ashleigh Bartyová Casey Dellacquová    | 6–2, 3–6, 6–2 |
| Finalistka | 2013 | French Open         | antuka | Roberta Vinciová   | Jekatěrina Makarovová Jelena Vesninová | 5–7, 2–6      |
| Vítězka    | 2014 | Australian Open (2) | tvrdý  | Roberta Vinciová   | Jekatěrina Makarovová Jelena Vesninová | 6–4, 3–6, 7–5 |
| Finalistka | 2014 | French Open         | antuka | Roberta Vinciová   | Pcheng Šuaj Sie Šu-wej                 | 4–6, 1–6      |
| Vítězka    | 2014 | Wimbledon           | tráva  | Roberta Vinciová   | Tímea Babosová Kristina Mladenovicová  | 6–1, 6–3      |
| Finalistka | 2024 | French Open         | antuka | Jasmine Paoliniová | Coco Gauffová Kateřina Siniaková       | 6–7(5–7), 3–6 |
| Vítězka    | 2025 | French Open (2)     | antuka | Jasmine Paoliniová | Anna Danilinová Aleksandra Krunićová   | 6–4, 2–6, 6–1 |

### Smíšená čtyřhra: 2 (2–0)
| Stav    | rok  | turnaj      | povrch | spoluhráč        | soupeři ve finále               | výsledek      |
| ------- | ---- | ----------- | ------ | ---------------- | ------------------------------- | ------------- |
| Vítězka | 2024 | US Open     | tvrdý  | Andrea Vavassori | Taylor Townsendová Donald Young | 7–6(7–0), 7–5 |
| Vítězka | 2025 | French Open | antuka | Andrea Vavassori | Taylor Townsendová Evan King    | 6–4, 6–2      |

## Utkání o olympijské medaile

### Ženská čtyřhra: 1 (1 zlato)
| Stav  | rok  | místo konání   | povrch | spoluhráčka        | soupeřky ve finále                 | výsledek         |
| ----- | ---- | -------------- | ------ | ------------------ | ---------------------------------- | ---------------- |
| Zlato | 2024 | Paříž, Francie | antuka | Jasmine Paoliniová | Mirra Andrejevová Diana Šnajderová | 2–6, 6–1, [10–7] |

## Finále na okruhu WTA Tour
| Legenda                                                          |
| ---------------------------------------------------------------- |
| D – dvouhra; Č – čtyřhra                                         |
| Grand Slam (0–1 D; 6–4 Č)                                        |
| Olympijské hry (1–0 Č)                                           |
| Turnaj mistryň (0–0)                                             |
| Tier I / Premier Mandatory & Premier 5 / WTA 1000 (0–1 D; 9–4 Č) |
| Tier II / Premier / WTA 500 (1–3 D; 3–5 Č)                       |
| Tier III, IV & V / International / WTA 250 (8–5 D; 16–4 Č)       |

### Dvouhra: 19 (9–10)
| Stav       | č.  | datum             | turnaj                         | kategorie     | povrch    | soupeřka ve finále            | výsledek           |
| ---------- | --- | ----------------- | ------------------------------ | ------------- | --------- | ----------------------------- | ------------------ |
| Vítězka    | 1.  | 13. července 2008 | Palermo, Itálie                | Tier IV       | antuka    | Maria Korytcevová             | 6–2, 6–3           |
| Vítězka    | 2.  | 27. července 2008 | Portorož, Slovinsko            | Tier IV       | tvrdý     | Anabel Medinaová Garriguesová | 6–3, 6–3           |
| Finalistka | 1.  | 19. července 2009 | Palermo, Itálie                | International | antuka    | Flavia Pennettaová            | 1–6, 2–6           |
| Finalistka | 2.  | 26. července 2009 | Portorož, Slovinsko            | International | tvrdý     | Dinara Safinová               | 7–6(7–5), 1–6, 5–7 |
| Finalistka | 3.  | 13. února 2011    | Pattaya, Thajsko               | International | tvrdý     | Daniela Hantuchová            | 0–6, 2–6           |
| Vítězka    | 3.  | 4. března 2012    | Acapulco, Mexiko               | International | antuka    | Flavia Pennettaová            | 5–7, 7–6(7–2), 6–0 |
| Vítězka    | 4.  | 15. dubna 2012    | Barcelona, Španělsko           | International | antuka    | Dominika Cibulková            | 6–2, 6–2           |
| Vítězka    | 5.  | 5. května 2012    | Budapešť, Maďarsko             | International | antuka    | Jelena Vesninová              | 7–5, 6–4           |
| Finalistka | 4.  | 9. června 2012    | French Open, Paříž, Francie    | Grand Slam    | antuka    | Maria Šarapovová              | 3–6, 2–6           |
| Vítězka    | 6.  | 15. července 2012 | Palermo, Itálie                | International | antuka    | Barbora Záhlavová-Strýcová    | 6–1, 6–3           |
| Finalistka | 5.  | 3. února 2013     | Paříž, Francie                 | Premier       | tvrdý (h) | Mona Barthelová               | 5–7, 6–7(4–7)      |
| Finalistka | 6.  | 24. února 2013    | Dubaj, Spojené arabské emiráty | Premier       | tvrdý     | Petra Kvitová                 | 2–6, 6–1, 1–6      |
| Vítězka    | 7.  | 2. března 2013    | Acapulco, Mexiko (2)           | International | antuka    | Carla Suárezová Navarrová     | 6–0, 6–4           |
| Finalistka | 7.  | 14. července 2013 | Palermo, Itálie (2)            | International | antuka    | Roberta Vinciová              | 3–6, 6–3, 3–6      |
| Finalistka | 8.  | 2. února 2014     | Paříž, Francie                 | Premier       | tvrdý (h) | Anastasija Pavljučenkovová    | 6–3, 2–6, 3–6      |
| Finalistka | 9.  | 18. května 2014   | Řím, Itálie                    | Premier 5     | antuka    | Serena Williamsová            | 3–6, 0–6           |
| Vítězka    | 8.  | 22. února 2015    | Rio de Janeiro, Brazílie       | International | antuka    | Anna Karolína Schmiedlová     | 7–6(7–2), 6–1      |
| Finalistka | 10. | 19. července 2015 | Bukurešť, Rumunsko             | International | antuka    | Anna Karolína Schmiedlová     | 6–7(3–7), 3–6      |
| Vítězka    | 9.  | 20. února 2016    | Dubaj, Spojené arabské emiráty | Premier       | tvrdý     | Barbora Strýcová              | 6–0, 6–2           |

### Čtyřhra: 52 (35–17)
| Stav       | č.  | datum             | turnaj                                | kategorie         | povrch     | spoluhráčka               | soupeřky ve finále                                 | výsledek              |
| ---------- | --- | ----------------- | ------------------------------------- | ----------------- | ---------- | ------------------------- | -------------------------------------------------- | --------------------- |
| Vítězka    | 1.  | 13. července 2008 | Palermo, Itálie                       | Tier IV           | antuka     | Nuria L. Vivesová         | Alla Kudrjavcevová Anastasija Pavljučenkovová      | 2–6, 7–6(7–3), [10–4] |
| Vítězka    | 2.  | 19. června 2009   | 's-Hertogenbosch, Nizozemsko          | International     | tráva      | Flavia Pennettaová        | Michaëlla Krajiceková Yanina Wickmayerová          | 6–4, 5–7, [13–11]     |
| Finalistka | 1.  | 27. února 2010    | Acapulco, Mexiko                      | International     | antuka     | Roberta Vinciová          | Polona Hercogová B. Záhlavová-Strýcová             | 2–6, 6–1, [10–2]      |
| Vítězka    | 3.  | 11. dubna 2010    | Marbella, Španělsko                   | International     | antuka     | Roberta Vinciová          | Marija Kondratěvová Jaroslava Švedovová            | 6–4, 6–2              |
| Vítězka    | 4.  | 17. dubna 2010    | Barcelona, Španělsko                  | International     | antuka     | Roberta Vinciová          | Timea Bacsinszká Tathiana Garbinová                | 6–1, 3–6, [10–2]      |
| Vítězka    | 5.  | 17. července 2010 | Palermo, Itálie (2)                   | International     | antuka     | Alberta Briantiová        | Jill Craybasová Julia Görgesová                    | 6–4, 6–1              |
| Finalistka | 2.  | 23. října 2010    | Moskva, Rusko                         | Premier           | tvrdý (h)  | MJ Martínez Sánchezová    | Gisela Dulková Flavia Pennettaová                  | 6–3, 2–6, [10–6]      |
| Vítězka    | 6.  | 15. ledna 2011    | Hobart, Austrálie                     | International     | tvrdý      | Roberta Vinciová          | Kateryna Bondarenková Līga Dekmeijereová           | 6–3, 7–5              |
| Vítězka    | 7.  | 13. února 2011    | Pattaya, Thajsko                      | International     | tvrdý      | Roberta Vinciová          | Sun Šeng-nan Čeng Ťie                              | 3–6, 6–3, [10–5]      |
| Finalistka | 3.  | 10. dubna 2011    | Marbella, Španělsko                   | International     | antuka     | Roberta Vinciová          | Nuria Llagostera Vives Arantxa Parra Santonja      | 3–6, 6–4, [10–5]      |
| Finalistka | 4.  | 12. června 2011   | Birmingham, Spojené království        | International     | tráva      | Roberta Vinciová          | Olga Govorcovová Alla Kudrjavcevová                | 1–6, 6–1, [10–5]      |
| Vítězka    | 8.  | 16. července 2011 | Palermo, Itálie (3)                   | International     | antuka     | Roberta Vinciová          | Andrea Hlaváčková Klára Zakopalová                 | 7–5, 6–1              |
| Finalistka | 5.  | 27. srpna 2011    | New Haven, Spojené státy              | Premier           | tvrdý      | Roberta Vinciová          | Čuang Ťia-žung Olga Govorcovová                    | 7–5, 6–2              |
| Finalistka | 6.  | 27. ledna 2012    | Australian Open, Melbourne, Austrálie | Grand Slam        | tvrdý      | Roberta Vinciová          | Světlana Kuzněcovová Věra Zvonarevová              | 7–5, 4–6, 3–6         |
| Vítězka    | 9.  | 26. února 2012    | Monterrey, Mexiko                     | International     | tvrdý      | Roberta Vinciová          | Kimiko Dateová Čang Šuaj                           | 6–2, 7–6(8–6)         |
| Vítězka    | 10. | 4. března 2012    | Acapulco, Mexiko                      | International     | antuka     | Roberta Vinciová          | Lourdes Domínguez Linová Arantxa Parra Santonjaová | 6–2, 6–1              |
| Finalistka | 7.  | 31. března 2012   | Miami, Spojené státy                  | Premier Mandatory | tvrdý      | Roberta Vinciová          | Maria Kirilenková Naděžda Petrovová                | 6–7(0–7), 6–4, [4–10] |
| Vítězka    | 11. | 15. dubna 2012    | Barcelona, Španělsko (2)              | International     | antuka     | Roberta Vinciová          | Flavia Pennettaová Francesca Schiavoneová          | 6–0, 6–2              |
| Vítězka    | 12. | 13. května 2012   | Madrid, Španělsko                     | Premier Mandatory | antuka (m) | Roberta Vinciová          | Jekatěrina Makarovová Jelena Vesninová             | 6–1, 3–6, [10–4]      |
| Vítězka    | 13. | 20. května 2012   | Řím, Itálie                           | Premier 5         | antuka     | Roberta Vinciová          | Jekatěrina Makarovová Jelena Vesninová             | 6–2, 7–5              |
| Vítězka    | 14. | 8. června 2012    | French Open, Paříž, Francie           | Grand Slam        | antuka     | Roberta Vinciová          | Maria Kirilenková Naděžda Petrovová                | 4–6, 6–4, 6–2         |
| Vítězka    | 15. | 22. června 2012   | 's-Hertogenbosch, Nizozemí (2)        | International     | tráva      | Roberta Vinciová          | Maria Kirilenková Naděžda Petrovová                | 6–4, 3–6, [11–9]      |
| Vítězka    | 16. | 9. září 2012      | US Open, New York, Spojené státy      | Grand Slam        | tvrdý      | Roberta Vinciová          | Andrea Hlaváčková Lucie Hradecká                   | 6–4, 6–2              |
| Finalistka | 8.  | 11. ledna 2013    | Sydney, Austrálie                     | Premier           | tvrdý      | Roberta Vinciová          | Naděžda Petrovová Katarina Srebotniková            | 3–6, 4–6              |
| Vítězka    | 17. | 24. ledna 2013    | Australian Open, Melbourne, Austrálie | Grand Slam        | tvrdý      | Roberta Vinciová          | Ashleigh Bartyová Casey Dellacquová                | 6–2, 3–6, 6–2         |
| Vítězka    | 18. | 3. února 2013     | Paříž, Francie                        | Premier           | tvrdý (h)  | Roberta Vinciová          | Andrea Hlaváčková Liezel Huberová                  | 6–1, 6–1              |
| Vítězka    | 19. | 17. února 2013    | Dauhá, Katar                          | Premier 5         | tvrdý      | Roberta Vinciová          | Naděžda Petrovová Katarina Srebotniková            | 2–6, 6–3, [10–6]      |
| Finalistka | 9.  | 19. května 2013   | Řím, Itálie                           | Premier 5         | antuka     | Roberta Vinciová          | Sie Šu-wej Pcheng Šuaj                             | 6–4, 3–6, [8–10]      |
| Finalistka | 10. | 9. června 2013    | French Open, Paříž, Francie           | Grand Slam        | antuka     | Roberta Vinciová          | Jekatěrina Makarovová Jelena Vesninová             | 5–7, 2–6              |
| Finalistka | 11. | 10. ledna 2014    | Sydney, Austrálie                     | Premier           | tvrdý      | Roberta Vinciová          | Tímea Babosová Lucie Šafářová                      | 5–7, 6–3, [7–10]      |
| Vítězka    | 20. | 24. února 2014    | Australian Open, Melbourne, Austrálie | Grand Slam        | tvrdý      | Roberta Vinciová          | Jekatěrina Makarovová Jelena Vesninová             | 6–4, 3–6, 7–5         |
| Vítězka    | 21. | 27. dubna 2014    | Stuttgart, Německo                    | Premier           | antuka (h) | Roberta Vinciová          | Cara Blacková Sania Mirzaová                       | 6–2, 6–3              |
| Vítězka    | 22. | 10. května 2014   | Madrid, Španělsko                     | Premier Mandatory | antuka     | Roberta Vinciová          | Garbiñe Muguruzaová Carla Suárezová Navarrová      | 6–4, 6–3              |
| Finalistka | 12. | 18. května 2014   | Řím, Itálie                           | Premier 5         | antuka     | Roberta Vinciová          | Květa Peschkeová Katarina Srebotniková             | 0–4skreč              |
| Finalistka | 13. | 8. června 2014    | French Open, Paříž, Francie           | Grand Slam        | antuka     | Roberta Vinciová          | Pcheng Šuaj Sie Šu-wej                             | 4–6, 1–6              |
| Vítězka    | 23. | 9. července 2014  | Wimbledon, Londýn, Spojené království | Grand Slam        | tráva      | Roberta Vinciová          | Tímea Babosová Kristina Mladenovicová              | 6–1, 6–3              |
| Vítězka    | 24. | 10. srpna 2014    | Montreal, Kanada                      | Premier 5         | tvrdý      | Roberta Vinciová          | Cara Blacková Sania Mirzaová                       | 7–6(7–4), 6–3         |
| Vítězka    | 25. | 10. ledna 2015    | Auckland, Nový Zéland                 | International     | tvrdý      | Roberta Vinciová          | Šúko Aojamová Renata Voráčová                      | 6–2, 6–1              |
| Finalistka | 14. | 27. února 2016    | Dauhá, Katar                          | Premier 5         | tvrdý      | Carla Suárezová Navarrová | Čan Chao-čching Čan Jung-žan                       | 3–6, 3–6              |
| Vítězka    | 26. | 15. října 2017    | Tchien-ťin, Čína                      | International     | tvrdý      | Irina-Camelia Beguová     | Dalila Jakupovićová Nina Stojanovićová             | 6–4, 6–3              |
| Vítězka    | 27. | 7. ledna 2018     | Auckland, Nový Zéland                 | International     | tvrdý      | Bibiane Schoofsová        | Miju Katová Eri Hozumiová                          | 7–5, 6–1              |
| Finalistka | 15. | 9. ledna 2022     | Melbourne, Austrálie                  | WTA 250           | tvrdý      | Jasmine Paoliniová        | Asia Muhammadová Jessica Pegulaová                 | 3–6, 1–6              |
| Vítězka    | 28. | 22. října 2023    | Monastir, Tunisko                     | WTA 250           | tvrdý      | Jasmine Paoliniová        | Mai Hontamová Natalija Stevanovićová               | 2–6, 7–6(7–4), [10–6] |
| Vítězka    | 29. | 4. února 2024     | Linec, Rakousko                       | WTA 500           | tvrdý (h)  | Jasmine Paoliniová        | Nicole Melichar-Martinezová Ellen Perezová         | 7–5, 4–6, [10–7]      |
| Vítězka    | 30. | 16. května 2024   | Řím, Itálie (2)                       | WTA 1000          | antuka     | Jasmine Paoliniová        | Coco Gauffová Erin Routliffeová                    | 6–3, 4–6, [10–8]      |
| Finalistka | 16. | 9. června 2024    | French Open, Paříž, Francie           | Grand Slam        | antuka     | Jasmine Paoliniová        | Coco Gauffová Kateřina Siniaková                   | 6–7(5–7), 3–6         |
| Vítězka    | 31. | 4. srpna 2024     | Paříž, Francie                        | Olympijské hry    | antuka     | Jasmine Paoliniová        | Mirra Andrejevová Diana Šnajderová                 | 2–6, 6–1, [10–7]      |
| Vítězka    | 32. | 6. října 2024     | Peking, Čína                          | WTA 1000          | tvrdý      | Jasmine Paoliniová        | Čan Chao-čching Veronika Kuděrmetovová             | 6–4, 6–4              |
| Vítězka    | 33. | 15. února 2025    | Dauhá, Katar (2)                      | WTA 1000          | tvrdý      | Jasmine Paoliniová        | Wu Fang-sien Ťiang Sin-jü                          | 7–5, 7–6(12–10)       |
| Vítězka    | 34. | 18. května 2025   | Řím, Itálie (3)                       | WTA 1000          | antuka     | Jasmine Paoliniová        | Veronika Kuděrmetovová Elise Mertensová            | 6–4, 7–5              |
| Vítězka    | 35. | 8. června 2025    | French Open, Paříž, Francie (2)       | Grand Slam        | antuka     | Jasmine Paoliniová        | Anna Danilinová Aleksandra Krunićová               | 6–4, 2–6, 6–1         |
| Finalistka | 17. | 22. června 2025   | Berlín, Německo                       | WTA 500           | tráva      | Jasmine Paoliniová        | Tereza Mihalíková Olivia Nichollsová               | 6−4, 2−6, [6−10]      |

## Finále série WTA 125
| Legenda                  |
| ------------------------ |
| D – dvouhra; Č – čtyřhra |
| WTA 125 (2–3 D; 2–1 Č)   |

### Dvouhra: 5 (2–3)
| Stav       | č. | datum             | turnaj                      | povrch | soupeřka ve finále       | výsledek           |
| ---------- | -- | ----------------- | --------------------------- | ------ | ------------------------ | ------------------ |
| Vítězka    | 1. | 4. března 2018    | Indian Wells, Spojené státy | tvrdý  | Kateryna Bondarenková    | 6–4, 6–2           |
| Finalistka | 1. | 19. června 2022   | Gaiba, Itálie               | tráva  | Alison Van Uytvancková   | 4–6, 3–6           |
| Vítězka    | 2. | 10. července 2022 | Contrexéville, Francie      | antuka | Dalma Gálfiová           | 6–4, 1–6, 7–6(7–4) |
| Finalistka | 2. | 2. dubna 2023     | San Luis Potosí, Mexiko     | antuka | Elisabetta Cocciarettová | 7–5, 4–6, 5–7      |
| Finalistka | 3. | 17. září 2023     | Bukurešť, Rumunsko          | antuka | Astra Sharmaová          | 6–0, 5–7, 2–6      |

### Čtyřhra: 3 (1–2)
| Stav       | č. | datum         | turnaj                    | povrch | spoluhráčka        | soupeřky ve finále                | výsledek         |
| ---------- | -- | ------------- | ------------------------- | ------ | ------------------ | --------------------------------- | ---------------- |
| Vítězka    | 1. | listopad 2022 | Buenos Aires, Argentina   | antuka | Irina Baraová      | Čang Su-džong Jou Siao-ti         | 6–1, 7–5         |
| Vítězka    | 2. | listopad 2023 | Florianópolis, Brazílie   | antuka | Léolia Jeanjeanová | Julia Lohoffová Conny Perrinová   | 7–5, 3–6, [10–7] |
| Finalistka | 1. | duben 2024    | Charleston, Spojené státy | tvrdý  | Tereza Mihalíková  | Olivia Gadecká Olivia Nichollsová | 2–6, 1–6         |

## Finále soutěží družstev: 4 (4–0)
| Výsledek | č. | datum a místo konání                                                                                     | spoluhráčky                                                                        | soupeřky                                                                                            | skóre |
| -------- | -- | --- | ---------------------------------------------------------------------------------- | --------------------------------------------------------------------------------------------------- | ----- |
| Vítězka  | 1. | Fed Cup 2009 7.–8. listopadu 2009 Reggio di Calabria, Itálie antuka, Circolo del Tennis                  | Flavia Pennettaová Francesca Schiavoneová Roberta Vinciová                         | Spojené státy                                                                                       | 4–0   |
| Vítězka  | 1. | Fed Cup 2009 7.–8. listopadu 2009 Reggio di Calabria, Itálie antuka, Circolo del Tennis                  | Flavia Pennettaová Francesca Schiavoneová Roberta Vinciová                         | Melanie Oudinová Alexa Glatchová Liezel Huberová Vania Kingová                                      | 4–0   |
| Vítězka  | 2. | Fed Cup 2010 6.–7. listopadu 2010 San Diego, Spojené státy americké tvrdý (hala), San Diego Sports Arena | Flavia Pennettaová Francesca Schiavoneová Roberta Vinciová                         | Spojené státy                                                                                       | 3–1   |
| Vítězka  | 2. | Fed Cup 2010 6.–7. listopadu 2010 San Diego, Spojené státy americké tvrdý (hala), San Diego Sports Arena | Flavia Pennettaová Francesca Schiavoneová Roberta Vinciová                         | Melanie Oudinová Coco Vandewegheová Bethanie Mattek-Sandsová Liezel Huberová                        | 3–1   |
| Vítězka  | 3. | Fed Cup 2013 2.–3. listopadu 2013 Cagliari, Itálie antuka, Tennis Club Cagliari                          | Flavia Pennettaová Roberta Vinciová Karin Knappová                                 | Rusko                                                                                               | 4–0   |
| Vítězka  | 3. | Fed Cup 2013 2.–3. listopadu 2013 Cagliari, Itálie antuka, Tennis Club Cagliari                          | Flavia Pennettaová Roberta Vinciová Karin Knappová                                 | Alexandra Panovová Alisa Klejbanovová Irina Chromačovová Margarita Gasparjanová                     | 4–0   |
| Vítězka  | 4. | Billie Jean King Cup 2024 20. listopadu 2024 Malaga, Španělsko tvrdý (hala), Martin Carpena Arena        | Jasmine Paoliniová Elisabetta Cocciarettová Lucia Bronzettiová Martina Trevisanová | Slovensko                                                                                           | 2–0   |
| Vítězka  | 4. | Billie Jean King Cup 2024 20. listopadu 2024 Malaga, Španělsko tvrdý (hala), Martin Carpena Arena        | Jasmine Paoliniová Elisabetta Cocciarettová Lucia Bronzettiová Martina Trevisanová | Rebecca Šramková Anna Karolína Schmiedlová Viktória Hrunčáková Renáta Jamrichová Tereza Mihalíkovám | 2–0   |

## Chronologie výsledků na Grand Slamu

### Dvouhra
| Turnaj          | 2006 | 2007    | 2008    | 2009    | 2010    | 2011    | 2012    | 2013    | 2014    | 2015    | 2016    | 2017    | 2018    | 2019 | 2020    | 2021    | 2022 | 2023    | 2024    | 2025 | V–P   |
| --------------- | ---- | ------- | ------- | ------- | ------- | ------- | ------- | ------- | ------- | ------- | ------- | ------- | ------- | ---- | ------- | ------- | ---- | ------- | ------- | ---- | ----- |
| Australian Open | A    | Q1      | 1. kolo | 3. kolo | 3. kolo | 1. kolo | ČF      | 1. kolo | 1. kolo | 3. kolo | 1. kolo | 2. kolo | Q3      | A    | Q1      | 3. kolo | Q1   | Q1      | 1. kolo | Q2   | 13–12 |
| French Open     | A    | Q1      | 1. kolo | 1. kolo | 1. kolo | 2. kolo | F       | SF      | ČF      | ČF      | 1. kolo | 2. kolo | 1. kolo | A    | 2. kolo | Q2      | Q2   | 2. kolo | 2. kolo | Q2   | 24–14 |
| Wimbledon       | Q1   | A       | 1. kolo | 2. kolo | 3. kolo | 2. kolo | 3. kolo | 1. kolo | 1. kolo | 2. kolo | 2. kolo | 1. kolo | A       | A    | NH      | Q1      | Q1   | 1. kolo | 1. kolo | A    | 8–12  |
| US Open         | Q1   | 2. kolo | 2. kolo | 3. kolo | 3. kolo | 1. kolo | SF      | 2. kolo | ČF      | 3. kolo | 1. kolo | A       | A       | A    | A       | 1. kolo | Q1   | Q1      | 3. kolo |      | 20–12 |
| výhry–prohry    | 0–0  | 1–1     | 1–4     | 5–4     | 6–4     | 2–4     | 17–4    | 6–4     | 8–4     | 9–4     | 1–4     | 2–2     | 0–1     | 0–0  | 1–1     | 2–2     | 0–0  | 1–2     | 3–4     | 0–0  | 65–50 |

### Ženská čtyřhra
| Turnaj          | 2008    | 2009    | 2010    | 2011    | 2012  | 2013    | 2014    | 2015    | 2016    | 2017    | 2018    | 2019 | 2020 | 2021    | 2022 | 2023    | 2024    | 2025    | V–P   |
| --------------- | ------- | ------- | ------- | ------- | ----- | ------- | ------- | ------- | ------- | ------- | ------- | ---- | ---- | ------- | ---- | ------- | ------- | ------- | ----- |
| Australian Open | 1. kolo | 1. kolo | 1. kolo | 1. kolo | F     | Vítěz   | Vítěz   | 3. kolo | 1. kolo | 2. kolo | A       | A    | A    | A       | A    | A       | 3. kolo | 2. kolo | 23–9  |
| French Open     | 2. kolo | 2. kolo | 2. kolo | 3. kolo | Vítěz | F       | F       | A       | 1. kolo | A       | 2. kolo | A    | A    | A       | A    | 1. kolo | F       | Vítěz   | 33–10 |
| Wimbledon       | 2. kolo | 2. kolo | 3. kolo | 3. kolo | ČF    | 3. kolo | Vítěz   | A       | 1. kolo | A       | A       | A    | NH   | A       | A    | 1. kolo | 3. kolo | 2. kolo | 19–10 |
| US Open         | 1. kolo | 1. kolo | 1. kolo | ČF      | Vítěz | ČF      | 2. kolo | SF      | A       | A       | A       | A    | A    | 1. kolo | A    | A       | 2. kolo |         | 18–9  |
| výhry–prohry    | 2–4     | 2–4     | 3–4     | 7–4     | 19–2  | 16–3    | 18–2    | 6–1     | 0–3     | 1–0     | 1–1     | 0–0  | 0–0  | 0–1     | 0–0  | 0–2     | 10–4    | 8–2     | 94–38 |

| Legenda | Legenda                                   | Legenda | Legenda                     |
| ------- | ----------------------------------------- | ------- | --------------------------- |
| SR      | poměr vyhraných turnajů ku všem odehraným | W–L V–P | výhry–prohry                |
| NH      | daný rok se turnaj nekonal                | A       | turnaje se hráč nezúčastnil |
| 1Q / LQ | prohra v (kole) kvalifikace               | 1k / 1R | prohra v daném kole turnaje |
| QF / ČF | prohra ve čtvrtfinále                     | SF      | prohra v semifinále         |
| F       | prohra ve finále                          | Vítěz   | vítězství v turnaji         |

## Postavení na konečném žebříčku WTA

### Dvouhra
| Rok    | 2002 | 2003   | 2004   | 2005   | 2006   | 2007  | 2008  | 2009  | 2010  | 2011  | 2012 | 2013 | 2014  | 2015  | 2016  | 2017   | 2018   | 2019   | 2020   | 2021   | 2022   | 2023   |
| Pořadí | 742. | ▲ 569. | ▲ 521. | ▲ 359. | ▲ 171. | ▲ 70. | ▲ 42. | ▼ 48. | ▲ 43. | ▼ 45. | ▲ 6. | ▼ 7. | ▼ 15. | ▼ 20. | ▼ 50. | ▼ 143. | ▲ 108. | ▼ 200. | ▲ 130. | ▲ 118. | ▲ 109. | ▲ 101. |

### Čtyřhra
| Rok    | 2002 | 2003   | 2004   | 2005   | 2006   | 2007   | 2008   | 2009  | 2010  | 2011  | 2012 | 2013 | 2014 | 2015  | 2016  | 2017   | 2018   | 2019   | 2020   | 2021   | 2022   | 2023   |
| Pořadí | 836. | ▲ 524. | ▼ 556. | ▲ 203. | ▲ 197. | ▲ 159. | ▲ 103. | ▲ 73. | ▲ 32. | ▲ 27. | ▲ 2. | ▲ 1. | ▬ 1. | ▼ 42. | ▼ 45. | ▼ 179. | ▲ 108. | ▼ 630. | ▲ 378. | ▲ 131. | ▼ 305. | ▲ 125. |